# Тулымский Камень
Тулы́мский Ка́мень — горный хребет на Северном Урале, Пермский край (Россия). Длина хребта составляет 35 километров. Самая высокая точка хребта 1469 м (гора Острая). Тулымский Камень является высшей точкой Пермского края. Рядом с хребтом расположены другие хребты Северного Урала: Лиственничный, Ишерим, Курыксар и Чувал.

## Название
По оценке А. К. Матвеева, название образовано от географического термина «тулым» татарского происхождения, означавшего «камни, торчащие из реки», и в коми-язьвинском наречии со значением «речной порог». У народов манси хребет называется Лув-Нёр, что в переводе означает «Конь-Камень». Это название связано с тем, что гребень имеет форму лошадиного крупа — в верованиях манси существовал культ коня. По мнению Матвеева, прообразом русского названия послужило второе название хребта у манси — Яктылъя-Нёр, что в переводе означает «Камень порожной реки».

## Характеристика
Хребет сложен в основном из пород: эффузивы базальтового состава, зелёные сланцы, восточная часть — из кварцито-песчаников и зелёных сланцев. Максимальная длина хребта с севера на юг составляет около 24 км, максимальная ширина — 7 км.
Склоны хребта крутые, с уклоном до 45 градусов, особенно его западная и восточная части. Зимой здесь сходят лавины. Вершины имеет конусную форму, они разделены пологой седловиной. Гребневая часть хребта покрыта курумами.

## Гидрография
Склоны хребта питают: западный — левые притоки реки Вишера; восточный — притоки реки Большая Мойва. Рядом с хребтом, в его западной части протекает река Вишера, к северу от хребта — река Мойва, с востока — река Большая Мойва.

## Растительность
До высоты 800 метров растут в основном пихтово-еловые леса, но встречаются сибирский кедр, лиственница, берёза. Выше 800 метров находится горная мхово-лишайниковая тундра.